# 莱茵河2号
莱茵河2号（德語：Rhein II）是德国著名摄影師安德烈斯·古爾斯基在1999年拍摄的作品，并在2011年以超过430万美元价格被拍卖，成为有史以来最贵的摄影作品，直到2022年被曼·雷的安格爾的小提琴打破紀錄。

## 作品
莱茵河2号是一個作品集的第二幅亦是最大的一幅照片，該作品集总共包含六幅画，都是描繪莱茵河的。在此照片中，莱茵河在灰暗的天空下水平流經綠野，而在画中的工厂、行人等无关元素已被作者以數碼方式去除掉。
在谈到这一作品时，古尔斯基说：我对莱茵河不平常或者独特的景观没兴趣，而是关注它可能存在的那些最当代的景观。

## 擁有者
莱茵河2号原先由位於德國科隆的斯普呂特·馬格爾斯美術館擁有，其後由一个匿名德国收藏家购买，該收藏家再於2011年11月8日将作品在纽约佳士得拍卖，估值250至350万美元，但結果以4,338,500美元售出，而买家的身份仍未被披露。